# Naismith College Player of the Year
Il premio Naismith College Player of the Year è il premio conferito dall'Atlanta Tipoff Club al miglior giocatore ed alla miglior giocatrice del campionato di pallacanestro NCAA Division I. Il premio maschile venne istituito nella stagione 1968-1969 e venne ricevuto da Lew Alcindor, oggi noto come Kareem Abdul-Jabbar; il premio femminile venne istituito nel 1983.
Il premio è intitolato in onore a James Naismith, l'inventore della pallacanestro, ed è stato scolpito nel 1983 da Martin C. Dawe di Atlanta. Ogni vincitore riceve una copia in bronzo.

## Albo d'oro

### Uomini
- 1969 - Lew Alcindor,  UCLA Bruins
- 1970 - Pete Maravich,  LSU Tigers
- 1971 - Austin Carr,  Notre Dame F. Irish
- 1972 - Bill Walton,  UCLA Bruins
- 1973 - Bill Walton,  UCLA Bruins
- 1974 - Bill Walton,  UCLA Bruins
- 1975 - David Thompson,  NCSU Wolfpack
- 1976 - Scott May,  Indiana Hoosiers
- 1977 - Marques Johnson,  UCLA Bruins
- 1978 -  Butch Lee,  Marquette G. Eagles
- 1979 - Larry Bird,  Ind. St. Sycamores
- 1980 - Mark Aguirre,  DePaul B. Demons
- 1981 - Ralph Sampson,  Virginia Cavaliers
- 1982 - Ralph Sampson,  Virginia Cavaliers
- 1983 - Ralph Sampson,  Virginia Cavaliers
- 1984 - Michael Jordan,  N. Carol. Tar Heels
- 1985 - Patrick Ewing,  Georgetown Hoyas
- 1986 - Johnny Dawkins,  Duke Blue Devils
- 1987 - David Robinson,  Navy Midshipmen

- 1988 - Danny Manning,  Kansas Jayhawks
- 1989 - Danny Ferry,  Duke Blue Devils
- 1990 - Lionel Simmons,  La Salle Explorers
- 1991 - Larry Johnson,  UNLV R. Rebels
- 1992 - Christian Laettner,  Duke Blue Devils
- 1993 - Calbert Cheaney,  Indiana Hoosiers
- 1994 - Glenn Robinson,  Purdue Boilermakers
- 1995 - Joe Smith,  Maryland Terrapins
- 1996 - Marcus Camby,  UMass Minutemen
- 1997 - Tim Duncan,  W.F. Dem. Deacons
- 1998 - Antawn Jamison,  N. Carol. Tar Heels
- 1999 - Elton Brand,  Duke Blue Devils
- 2000 - Kenyon Martin,  Cincinnati Bearcats
- 2001 - Shane Battier,  Duke Blue Devils
- 2002 - Jay Williams,  Duke Blue Devils
- 2003 - T.J. Ford,  Texas Longhorns
- 2004 - Jameer Nelson,  St. Joseph's Hawks
- 2005 -  Andrew Bogut,  Utah Utes
- 2006 - J.J. Redick,  Duke Blue Devils

- 2007 - Kevin Durant,  Texas Longhorns
- 2008 - Tyler Hansbrough,  N. Carol. Tar Heels
- 2009 - Blake Griffin,  Oklahoma Sooners
- 2010 - Evan Turner,  Ohio State Buckeyes
- 2011 - Jimmer Fredette,  BYU Cougars
- 2012 - Anthony Davis,  Kentucky Wildcats
- 2013 - Trey Burke,  Michigan Wolverines
- 2014 - Doug McDermott,  Creighton Bluejays
- 2015 - Frank Kaminsky,  Wisconsin Badgers
- 2016 -  Buddy Hield,  Oklahoma Sooners
- 2017 - Frank Mason,  Kansas Jayhawks
- 2018 - Jalen Brunson,  Villanova Wildcats
- 2019 - Zion Williamson,  Duke Blue Devils
- 2020 - Obi Toppin,  Dayton Flyers
- 2021 - Luka Garza,  Iowa Hawkeyes
- 2022 -  Oscar Tshiebwe,  Kentucky Wildcats
- 2023 -  Zach Edey,  Purdue Boilermakers
- 2024 -  Zach Edey,  Purdue Boilermakers
- 2025 - Cooper Flagg,  Duke Blue Devils

### Donne
- 1983 - Anne Donovan,  ODU L. Monarchs
- 1984 - Cheryl Miller,  USC Trojans
- 1985 - Cheryl Miller,  USC Trojans
- 1986 - Cheryl Miller,  USC Trojans
- 1987 - Clarissa Davis,  Texas Longhorns
- 1988 - Sue Wicks,  Rutgers S. Knights
- 1989 - Clarissa Davis,  Texas Longhorns
- 1990 - Jennifer Azzi,  Stanford Cardinal
- 1991 - Dawn Staley,  Virginia Cavaliers
- 1992 - Dawn Staley,  Virginia Cavaliers
- 1993 - Sheryl Swoopes,  TTU Lady Raiders
- 1994 - Lisa Leslie,  USC Trojans
- 1995 - Rebecca Lobo,  UConn Huskies
- 1996 - Saudia Roundtree,  Georgia L. Bulld.
- 1997 - Kate Starbird,  Stanford Cardinal

- 1998 - Chamique Holdsclaw,  Tenn. L. Volunteers
- 1999 - Chamique Holdsclaw,  Tenn. L. Volunteers
- 2000 - Tamika Catchings,  Tenn. L. Volunteers
- 2001 - Ruth Riley,  N. Dame F. Irish
- 2002 - Sue Bird,  UConn Huskies
- 2003 - Diana Taurasi,  UConn Huskies
- 2004 - Diana Taurasi,  UConn Huskies
- 2005 - Seimone Augustus,  LSU Lady Tigers
- 2006 - Seimone Augustus,  LSU Lady Tigers
- 2007 - Lindsey Harding,  Duke Blue Devils
- 2008 - Candace Parker,  Tenn. L. Volunteers
- 2009 - Maya Moore,  UConn Huskies
- 2010 - Tina Charles,  UConn Huskies
- 2011 - Maya Moore,  UConn Huskies
- 2012 - Brittney Griner,  Baylor Lady Bears

- 2013 - Brittney Griner,  Baylor Lady Bears
- 2014 - Breanna Stewart,  UConn Huskies
- 2015 - Breanna Stewart,  UConn Huskies
- 2016 - Breanna Stewart,  UConn Huskies
- 2017 - Kelsey Plum,  Wash. Huskies
- 2018 - A'ja Wilson,  S.C. Gamecocks
- 2019 - Megan Gustafson,  Iowa Hawkeyes
- 2020 - Sabrina Ionescu,  Oregon Ducks
- 2021 - Paige Bueckers,  UConn Huskies
- 2022 - Aliyah Boston,  S.C. Gamecocks
- 2023 - Caitlin Clark,  Iowa Hawkeyes
- 2024 - Caitlin Clark,  Iowa Hawkeyes
- 2025 - JuJu Watkins,  USC Trojans